# خانه‌به‌دوشان
خانه‌به‌دوشان فیلمی به کارگردانی  و نویسندگی سلیمان راستکار محصول سال ۱۳۵۰ است.

## بازیگران
- علی نظری
- احمد علی نژاد
- طاهره غفاری
- محسن آراسته
- فرهاد خوشبخت
- اکبر هاشمی
- فیضی
- سعید بیگدلی